# Арбитражный суд
Арбитра́жный суд — постоянно действующий орган государственной власти, осуществляющий правосудие в сфере предпринимательской и иной экономической деятельности.
- В Российской Федерации — орган судебной власти, занимающийся рассмотрением споров, связанных с профессиональным участием в гражданском обороте, в частности, связанных с предпринимательской деятельностью, и некоторых других категорий споров, отнесённых к его компетенции Арбитражным процессуальным кодексом Российской Федерации.
- Арбитражный суд Бельгии — прежнее название Конституционного суда Бельгии.
- Арбитражные суды Украины переименованы в хозяйственные (укр. uk:Господарський суд).
- В большинстве зарубежных стран арбитраж, арбитражный суд — наименование третейского суда.

## Арбитражные суды в России
Арбитражные суды, действующие в Российской Федерации в настоящее время, пришли на смену органам государственного и ведомственного арбитражей. 1 октября 1991 года на территории РСФСР упразднены арбитражи и другие органы в системах министерств, государственных комитетов, ведомств и иных объединениях. В соответствии с федеральным конституционным законом «Об арбитражных судах в Российской Федерации», арбитражные суды являются федеральными судами и входят в судебную систему Российской Федерации. Они разрешают экономические споры, возникающие из гражданских, административных и иных правоотношений. Дела, которые подведомственны арбитражным судам, должны рассматриваться в первой инстанции арбитражными судами республик, краев, областей, городов федерального значения, автономных областей и округов.

### Задачи арбитражных судов в России
Задачами судопроизводства в арбитражных судах являются:
- защита нарушенных или оспариваемых прав и законных интересов лиц, осуществляющих предпринимательскую и иную экономическую деятельность, а также прав и законных интересов Российской Федерации, субъектов Российской Федерации, муниципальных образований в сфере предпринимательской и иной экономической деятельности, органов государственной власти Российской Федерации, органов государственной власти субъектов Российской Федерации, органов местного самоуправления, иных органов, должностных лиц в указанной сфере;
- обеспечение доступности правосудия в сфере предпринимательской и иной экономической деятельности;
- справедливое публичное судебное разбирательство в разумный срок независимым и беспристрастным судом;
- укрепление законности и предупреждение правонарушений в сфере предпринимательской и иной экономической деятельности;
- формирование уважительного отношения к закону и суду;
- содействие становлению и развитию партнёрских деловых отношений, формированию обычаев и этики делового оборота.

### Функции арбитражных судов в РФ
- разрешение споров, возникающих в процессе осуществления предпринимательской и иной экономической деятельности;
- ведение статистического учёта и осуществление анализа статистических данных о своей деятельности;
- предупреждение нарушения законодательства в экономической сфере жизни общества;
- установление и реализация международных связей и контактов в установленном законом порядке.

### Подведомственность и подсудность арбитражных судов в РФ
Подведомственность дел арбитражным судам регулируется в главе 4 Арбитражного процессуального кодекса Российской Федерации от 24.07.2002 N 95-ФЗ. Арбитражным судам подведомственны дела по экономическим спорам и другие дела, связанные с осуществлением предпринимательской и иной экономической деятельности:
- дела, возникающие из гражданских правоотношений (рассматриваются в порядке искового производства);
- дела, возникающие из административных и иных публичных правоотношений (рассматриваются в порядке административного судопроизводства):
  - об оспаривании нормативных правовых актов, затрагивающих права и интересы заявителя в сфере предпринимательской и иной экономической деятельности, если рассмотрение таких дел в соответствии с федеральным законом отнесено к компетенции арбитражного суда;
  - об оспаривании ненормативных правовых актов, решений и действий органов и должностных лиц, которыми затрагиваются права и законные интересы заявителя в сфере предпринимательской и иной экономический деятельности;
  - о привлечении организаций и индивидуальных предпринимателей к административной ответственности и об оспаривании решений административных органов о привлечении к административной ответственности;
  - о взыскании с организаций и граждан, осуществляющих предпринимательскую и иную экономическую деятельность, обязательных платежей, санкций;
- дела об установлении фактов, имеющих юридическое значение (рассматриваются в порядке особого производства);
- дела об оспаривании решений третейских судов и о выдаче исполнительных листов на принудительное исполнение решений третейских судов;
- дела о признании и приведении в исполнение решений иностранных судов и иностранных арбитражных решений;
- дела, отнесённые к специальной подведомственности:
  - о несостоятельности (банкротстве);
  - по корпоративным спорам;
  - по спорам об отказе в государственной регистрации, уклонении от государственной регистрации юридических лиц, индивидуальных предпринимателей;
  - по спорам, вытекающим из деятельности депозитариев, связанной с учётом прав на акции и иные ценные бумаги и с осуществлением предусмотренных федеральным законом иных прав и обязанностей;
  - по спорам, вытекающим из деятельности государственных корпораций и связанным с их правовым положением, порядком управления ими, их созданием, реорганизацией, ликвидацией, организацией и полномочиями их органов, ответственностью лиц, входящих в их органы;
  - по спорам о защите интеллектуальных прав с участием организаций, осуществляющих коллективное управление авторскими и смежными правами, а также по спорам, отнесённым к подсудности Суда по интеллектуальным правам;
  - о защите деловой репутации в сфере предпринимательской и иной экономической деятельности.

Виды подсудности дел арбитражным судам:
- родовая подсудность:
  - подсудность арбитражных судов субъектов РФ
  - подсудность федеральных арбитражных судов округов;
  - подсудность Суда по интеллектуальным правам;
  - подсудность Судебной коллегии ВС РФ по экономическим спорам;
- территориальная подсудность:
  - общая территориальная подсудность (подсудность по месту нахождения или месту жительства ответчика);
  - подсудность по выбору истца;
  - договорная подсудность;
  - исключительная подсудность.

### Классификация арбитражных судов в России
- Арбитражные суды субъектов Российской Федерации — создаются в республиках, краях, областях, городах федерального значения, автономной области, автономных округах. Дела рассматриваются по первой инстанции, обычно единолично. К полномочиям относятся:
  - рассмотрение всех дел, подведомственных арбитражным судам, за исключением дел, отнесённых к компетенции Федеральных арбитражных судов округов и Верховного Суда РФ;
  - пересмотр по новым и вновь открывшимся обстоятельствам принятых им и вступивших в законную силу судебных актов;
  - изучение и обобщение судебной практики;
  - анализ судебной статистики.

В настоящий момент функционирует 85 арбитражных судов субъектов Федерации. Срок вступления решения суда 1-й инстанции в законную силу — 1 месяц со дня формирования судом решения в полном объёме (по установленной форме). Часто в завершение судебного процесса оглашается лишь резолютивная часть (краткое решение), тогда как полное решение (с вводной, описательной и мотивировочной частью) оформляется позже. По отдельным категориям дел рекомендовано немедленное оформление решения суда в полном объёме.
- Арбитражные апелляционные суды — создаются два суда на один судебный округ. Арбитражный апелляционный суд действует в составе президиума и судебных коллегий. К полномочиям суда относятся проверка в апелляционной инстанции законности и обоснованности судебных актов, не вступивших в законную силу, рассмотренные арбитражными судами первой инстанции субъектов РФ, пересмотр по новым и вновь открывшимся обстоятельствам принятых им самим судебных актов, анализ судебной статистики. Всего в Российской Федерации функционирует 21 арбитражный апелляционный суд;

- Арбитражные суды округов — создаются по одному в каждом судебном округе. Округ охватывает несколько субъектов Российской Федерации. Всего таких судов 10. К полномочиям относятся: рассмотрение по первой инстанции дел о присуждении компенсации за нарушение права на судопроизводство в разумный срок или права на исполнение решения арбитражного суда в разумный срок, проверка в кассационном порядке законности вступивших в законную силу судебных актов по делам, рассмотренным арбитражными судами первой и апелляционной инстанции, пересмотр по новым и вновь открывшимся обстоятельствам принятых им и вступивших в законную силу судебных актов. АС округа изучает и обобщает судебную практику, анализирует судебную статистику, а также подготавливает предложения по совершенствованию законов и иных нормативных правовых актов, обращается в Конституционный Суд РФ с запросом о проверке конституционности закона, примененного или подлежащего применению в данном деле,

- Суд по интеллектуальным правам — является специализированным арбитражным судом, рассматривающим в пределах своей компетенции дела по спорам, связанным с защитой интеллектуальных прав, в качестве суда первой и кассационной инстанций.
- Высший арбитражный суд Российской Федерации — упразднён в соответствии с Законом Российской Федерации о поправке к Конституции Российской Федерации от 5 февраля 2014 г. № 2-ФКЗ «О Верховном Суде Российской Федерации и прокуратуре Российской Федерации».

## Арбитражи в Казахстане
В Казахстане первые арбитражные суды были созданы в 1993 г., это Арбитражная комиссия при Торгово-промышленной палате Республики Казахстан и Международный третейский суд при Юридическом центре «JUS».
28 декабря 2004 году были приняты Законы РК «О третейских судах» и «О международном коммерческом арбитраже», существовало два типа арбитражей, это третейские суды, уполномоченные рассматривать споры только между резидентами Казахстана и международные коммерческие арбитражи, рассматривающие споры как между нерезидентами, так и между резидентами РК и нерезидентами.
Законом РК от 8 апреля 2016 г. «Об арбитраже» понятия «третейский суд» и «международный коммерческий арбитраж» были объединены, а ст. 59 данного закона было предписано: «в течение двух лет со дня введения в действие настоящего Закона внести соответствующие изменения в свои положения, уставы или регламенты».
Согласно ст. 4 данного закона: «Арбитражи в Республике Казахстан не могут быть образованы государственными органами, государственными предприятиями, а также субъектами естественных монополий и субъектами, занимающими доминирующее положение на рынке товаров и услуг, юридическими лицами, пятьдесят и более процентов голосующих акций (долей участия в уставном капитале) которых прямо или косвенно принадлежат государству, их дочерними и зависимыми организациями, а также банками второго уровня, организациями, осуществляющими отдельные виды банковских операций».
Также с учётом требований закона была создана Арбитражная палата Казахстана, некоммерческая организация, представляющая собой объединение постоянно действующих арбитражей, арбитров, создаваемое в целях обеспечения благоприятных условий для реализации, стимулирования и поддержки деятельности арбитражей в Республике Казахстан.
Учредителями и членами Арбитражной палаты Казахстана выступили: Арбитражный центр НПП РК «Атамекен», Арбитраж при ОЮЛ «Союз предпринимателей Казахстана», ТОО «Международный арбитраж по Западно-Казахстанской области», Казахстанский Международный Арбитраж (Алматы) и другие арбитражи, по состоянию на 25 июня 2021 г. палата насчитывает 17 членов.Согласно ст. 14 закона РК от 7 декабря 2015 года «О Международном финансовом центре „Астана“» был создан Международный арбитражный центр, рассматривающий дела на английском языке.

## Интересные факты
По словам Председателя Арбитражного суда города Москвы О. М. Свириденко, самое большое дело, хранящееся в архиве Арбитражного суда города Москвы, «…состояло из 1400 томов. Каждый том — это 150 листов».